# HMAS Sydney (1912)
A HMAS Sydney az Ausztrál Királyi Haditengerészet egyik hadihajója, amely részt vett az első világháborúban.
A Sydney a Town osztályú könnyűcirkálók harmadik generációjába, a Chatham alosztályba tartozik. A skót London and Glasgow hajógyár építette Glasgowban. A hajót építését 1911. február 11-én kezdték, vízre bocsátására pedig 1912. augusztus 29-én került sor. A könnyűcirkálót 1913. június 1-jén állították hadrendbe John C.T. Glossop kapitány parancsnoksága alatt. 
1914-ben a Sydney is részt vett a német SMS Emden könnyűcirkáló üldözésében, aminek a végén sikerült megütköznie a német cirkálóval és olyan jelentősen megrongálnia, hogy annak kapitánya partra futtatta, ahol kiégett. A Kókusz-szigeteki csata néven elhíresült ütközetben 134 fő vesztette életét.
Az első világháború hátralevő részében angol felségvizeken szolgált. 1917 februárjában, az ausztrál születésű John Saumarez Dumaresqet nevezték ki kapitányává. 1917 májusában járőrözés közben megküzdött egy Zeppelinnel. Miután mindkettejük lőszere elfogyott, visszavonultak.
1918-ban működtetett egy Sopwith Pup repülőgépet, amely a lőszerraktár fölötti platformról indult. A háború után visszatért Ausztráliába, ahol rövid ideig zászlóshajóként szolgált. 1929. január 10-én a Kakadu-szigeten található hajógyárban lebontották. Az árbócot átszállították a Sydney északi részén lévő Bradley földnyúlványon helyezték el, ami körül egy emlékparkot alakítottak ki.

## Lásd még
- HMAS Sydney nevet viselő hajók listája.